# Chemin de la Corderie (Saint-Malo)
Le chemin de la Corderie (partie de la promenade de la cité d'Aleth) est une voie de la commune française de Saint-Malo, Ille-et-Vilaine, en Bretagne, en France.

## Situation et accès
Dans le prolongement de la rue Saint-Pierre d'un côté et de l'Allée du Marégraphe de l'autre, le chemin de la Corderie est l'une des principales promenades du quartier de Saint-Servan.

## Origine du nom
Le nom du chemin fait référence aux deux anciennes corderies de la Cité, dont celle de Gouazon.

## Historique
Une présence humaine datant de la Tène finale et gallo-romaine y est attestée par un sondage en 1990.
Au XIXe siècle, une corderie (Franquerie, puis Cheminon) existait à son emplacement, juste au-dessus du chantier naval.
En 1921, la ville de Saint-Servan-sur-Mer décide d'aménager une promenade sur la corniche entourant la cité d'Aleth en reliant la plage des Bas-Sablons à la tour Solidor, et en contournant le fort par le marégraphe. Une demande de servitude des terrains est présentée aux autorités militaires du fait du voisinage du fort d'Aleth placé sous l'autorité du ministère de la Guerre. En 1933, la promenade est achevée en sa partie sud, passant par la corniche, segment de la promenade de la Cité.
En mars 1963, la promenade reçoit le nom de "Chemin de la Corderie".
Le chemin surplombe la cale Saint-Père ponctué de la tour Solidor, embrasse le panorama de Saint-Servan, passant par le château de la Briantais, le barrage de la Rance et enfin Dinard.

## Bâtiments remarquables et lieux de mémoire
- Au début du XXe siècle, ce jusque vers 1925, il n'existait dans cette voie que l'actuel n°8, l'ancien corps de garde qui voisinait avec le fort de la Cité. À l'époque, le chemin était bordé de vieux murs d'un côté, de fragiles barrières en bois et de haies d'épineux côté aval.
- Entre 1921 et 1926, la deuxième maison du chemin, "Les Ajoncs",  est bâtie.
- Louis Duchesne y avait sa résidence chaque été au no 8, les « Côtières », ancien corps de garde attesté dès la fin du XVIIe siècle. Il l'acquit en 1913 à la succession de sa mère et y reçut notamment le Maréchal Hubert Lyautey, le magistrat Edmond Miniac. Mort au Palais Farnèse le 21 avril 1922 après bénédiction papale, Louis Duchesne est rapatrié le 2 mai dans le cabinet de travail de sa maison des "Côtières", avant son exposition le lendemain à la Chapelle Saint-Pierre, puis ses funérailles à l'église Sainte-Croix. Neveu et légataire universel de Louis Duchesne, le négociant en tissu Paul Miniac (1851-1936) hérite de la maison et y réside dès lors avec sa fille Anne. Comme le peintre Lucien Simon en 1890, le peintre de la marine Gaston Roullet (1847-1925) la représente sur une toile. En 1936, Edmond Miniac, ses frères Alexandre et Louis en héritent. Leur sœur Anne y réside jusqu'à la réquisition de la maison en 1940 par le général allemand Andreas von Aulock qui, sous l'Occupation, y habite. Voisine du fort d'Aleth, réduit militaire allemand, la maison est partiellement détruite par les bombardements de l'été 1944, puis consolidée après 1953 grâce aux Dommages de guerre. L'architecte Alexandre Miniac (1885-1963) y fait graver une citation latine issue du collège de Trêves à Bar-le-Duc, dont la traduction est : "Que cette maison tienne jusqu'à ce que la fourmi ait bu les flots marins et que la tortue ait fait le tour de la terre." Veuve d'Alexandre Miniac et petite-fille de Charles Wislin, Yvonne Wislin vend la maison au docteur Yves Menguy (1911-1975), fils du maire de Saint-Servan Yves Menguy.  Lors du cinquantième anniversaire de la mort de Duchesne en 1972, le président de la Société d'histoire et d'archéologie de l'arrondissement de Saint-Malo propose l'apposition d'une plaque commémorative sur la maison de Duchesne, son ancien président, projet "vivement approuvé" par le maire de Saint-Malo, Marcel Planchet (1967-1977). Le 19 décembre 1975, le docteur Menguy et son épouse Alice née Garraud meurent accidentellement aux "Côtières", victimes d'une intoxication au gaz.
- Suzy Solidor y habita, à deux numéros de Duchesne.
- Armand Guillaumin y exécuta deux toiles : vue vers le panorama de la tour Solidor;  vue vers Dinard depuis le bout du chemin.
- Auguste Lepère dessine le panorama depuis le chemin.
- René Sergent peint une toile représentant le chemin en 1921.
- En 1927, Maurice Lévis peint ce même panorama.
- Le peintre Gustave Madelain (1867-1944) figure aussi le panorama.
- Bernard Buffet représente le panorama depuis le chemin dans une gravure monochrome.
- André Wilder, Robert Moesle et Michel Hertz, peintre officiel de la Marine, ont également peint le même panorama depuis la corniche.
- Le notaire René Gilbert (1924-2015) résida des décennies au no 28 de cette voie.
- Les chausseurs Bessec (Saint-Malo, 1858) y résidèrent longtemps.